# Plenoculus beaumonti
Plenoculus beaumonti é uma espécie de insetos himenópteros, mais especificamente de vespas pertencente à família Crabronidae.
A autoridade científica da espécie é de Andrade, tendo sido descrita no ano de 1957.
Trata-se de uma espécie presente no território português.